# Божидар Брало
Божидар Брало (Ливно, 1907 — Сарајево, 1945) био је хрватски католички свештеник, заступник у Хрватском државном сабору 1942. и службеник Независне Државе Хрватске.

## Биографија
Божидар Брало је рођен у Брину код Ливна 1907. године. Богословију је завршио у Загребу, а дјеловао је као жупник у Сарајеву.
По проглашењу Независне Државе Хрватске у априлу 1941. био је дио политичке акције коју су повеле присталице Муслиманске организације и с њима повезани католички заговорници уласка БиХ у састав НДХ. По пријему вијести о проглашењу НДХ, спонтано је утемељен „тајни акцијски одбор Хрвата националиста” који су чинили муслимани Хакија Хаџић и Атиф Каџикадић и католици Филип Премужић, Јосип Зубић и Брало.
Брало је крајем априла 1941. именован на дужност повјереника Поглавниковог Повјереништва за БиХ коју је обављао до 7. августа исте године. Својим дописима се код усташких власти заложио да Јосип Ландау, привредник из Сарајева јеврејског поријекла, његовој супрузи Албини и њиховој дјеци додијели почасно аријство. Био је заступник у првом засједању Хрватског државног сабора 1942. године.
Врхбосански надбискуп Иван Шарић именовао је Брала за почасног предсједника Надбискупског духовног стала Врхбосанске надбискупије. Послије пада НДХ осуђен је на смрт и стрељан је у Сарајеву 1945. године.